# Noha 22
Noha 22 je český televizní sitcom, premiérově uvedený v roce 2011 na TV Barrandov. Scénář k seriálu napsal Ivan Mládek, který v něm také ztvárnil hlavní roli. Děj se odehrává v nemocničním pokoji s několika pacienty, kam za nimi chodí různý personál.

## Příběh
Seriál je pojmenován po lékaři Jevtušenkovi, kterému se říká Noha 22, protože uřízl dvacet dva nohou. Pořad se věnuje jednomu nemocničnímu pokoji, kde leží několik pacientů, včetně podnikatele Xavera Mouchy.  Na pokoji leží tři pacienti a ještě je tam jedna postel volná, na kterou je často dosazován nějaký pacient. Někdy jen kvůli nedostatku místa v nemocnici. Na zdi je napsáno „ticho léčí“ a u postelí je instalováno červené tlačítko poslední nouze.

## Obsazení

### Hlavní role
- Ivan Mládek jako Xaver Moucha, který vlastní poradenskou firmu Moucha konzultink. Jako pacient hraje šachy. Přepadává dopředu.
- Jan Mrázek jako Josef Kouřil, profesor na škole. V nemocnici je kvůli mňoukání v uších. Vzdělává se z knih.
- Milan Pitkin jako Milouš Nepil, pacient, který má červený bolák na čele. Silně koktá. Při odvádění z pokoje zpívá českou hymnu.
- Libuše Roubychová jako Libuna Škvařilová, zdravotní sestra. Má kudrnaté vlasy a šišlá.
- Lenka Plačková jako Zuzana Pečená, zdravotní sestra. Nosí rovnátka a silné brýle.

### Vedlejší role
- Lenka Šindelářová jako Jelena, zřízenkyně
- Zdeněk Srstka jako zřízenec
- Ivo Pešák jako zřízenec
- Ota Vejskal jako zřízenec
- Rostislav Kuba jako doktor Kubikula
- Jaroslav Sypal jako doktor Hajný
- Miloš Svoboda jako doktor Jevtušenko alias Noha 22
- Luděk Sobota jako pacient Kamil

## Seznam dílů
1. Diagnostické oddělení
2. Vizita
3. Pojišťovák
4. Kamil
5. Tatínek ex offo
6. Kamufláž
7. Loupež
8. Léčitel
9. Nadstadartní péče
10. Hloupý žert
11. Krajní řešení
12. Návštěva z Itálie
13. Československé sbližování
14. Zamilovaný Rus
15. Ve víru vášně
16. Exkurze
17. Speciál Ivana Mládka (vysílán 26. července 2014)